# 日本臨床高気圧酸素・潜水医学会
日本臨床高気圧酸素・潜水医学会（にほんりんしょうこうきあつさんそ・せんすいいがくかい、英文名 Japanese Association for Clinical Hyperbaric Oxygen and Diving : 略称JACHOD）は、救急医療のなかでも特殊ではあるが特定の病態には不可欠な高気圧酸素治療と密接に関連する減圧症を対象とする潜水医学の臨床的課題を扱うために平成16年に設立された学術団体。設立当初は有限責任中間法人で、2010年より一般社団法人となっている。
事務局を東京都中野区中野2-2-3 (株)へるす出版事業部内に置いている。 

## 事業
- 学術集会の開催、機関誌・論文・図書・研究資料の刊行、日本国内外の関係団体との協力活動など。
- 学術集会は、学会形式で年一回となっている。
- 2018年にICMM Immediate Care of Marine Medicine （海洋医療初期対応研修）を開発し開催している。

| 回数   | 開催年月   | 学術集会会長 | 会長所属（開催当時）                           | 開催地 | 備考 |
| ------ | ---------- | ------------ | ---------------------------------------------- | ------ | ---- |
| 第 1回 | 2004年10月 | 八木博司     | 医療法人八木厚生会八木病院                     | 東京   |      |
| 第 2回 | 2005年5月  | 島崎修司     | 杏林大学医学部救急医学教授                     | 東京   |      |
| 第 3回 | 2006年5月  | 浅井康文     | 札幌医科大学附属高度救命救急センター           | 札幌   |      |
| 第 4回 | 2007年5月  | 大橋教良     | 帝京平成大学現代ライフ学部救急救命コース教授   | 東京   |      |
| 第 5回 | 2008年6月  | 瀧健治       | 佐賀大学医学部救急医学                         | 佐賀   |      |
| 第 6回 | 2009年6月  | 四ノ宮成祥   | 防衛医科大学校分子生体制御学                   | 東京   |      |
| 第 7回 | 2010年6月  | 小濱正博     | 北部地区医師会病院副院長                       | 沖縄   |      |
| 第 8回 | 2011年8月  | 浅利靖       | 弘前大学医学部救急災害医学教授                 | 東京   |      |
| 第 9回 | 2012年6月  | 奥寺敬       | 富山大学医学部救急・災害医学教授               | 富山   |      |
| 第10回 | 2013年7月  | 横田裕行     | 日本医科大学救急医学教授                       | 東京   |      |
| 第11回 | 2014年7月  | 石山純三     | 静岡済生会総合病院救命救急センター長           | 静岡   |      |
| 第12回 | 2015年7月  | 三浦邦久     | 社会医療法人社団順江会江東病院副院長           | 東京   |      |
| 第13回 | 2016年6月  | 山口芳裕     | 杏林大学救急医学教室主任教授                   | 東京   |      |
| 第14回 | 2017年5月  | 島 弘志      | 社会医療法人雪の聖母会聖マリア病院院長         | 福岡   |      |
| 第15回 | 2018年6月  | 和田孝次郎   | 防衛医科大学校脳神経外科                       | 東京   |      |
| 第16回 | 2019年6月  | 池田尚人     | 昭和大学江東豊洲病院脳血管センター・脳神経外科 | 東京   |      |
| 第17回 | 2021年*6月 | 中村博彦     | 社会医療法人 医仁会 中村記念病院               | 札幌   |      |

第16回は、第54回日本高気圧環境・潜水医学会（会長：和田孝次郎/防衛医科大学校脳神経外科）と合同開催であった。
- 第17回（2020年6月12-13日）はCovid-19 パンデミックのため1年延期され2021年6月4-5日に開催された。

第18回（2022年時期未定）は阪本雄一郎（佐賀大学医学部救急医学）により開催予定である。

## 機関誌
- 『日本臨床高気圧酸素・潜水医学会雑誌』(ISSN 1349-774X) 学会プログラム号および年数回

## プロジェクト
- 臨床高気圧酸素治療装置操作技師認定講習会を毎年、開催している。
- ICMM（海洋医療初期対応:Immediate Care of Marine Medicine）研修会を開催している。